# Nyctanassa
Nyctanassa är ett fågelsläkte i familjen hägrar inom ordningen pelikanfåglar: Släktet omfattar här två arter, en med utbredning från östra USA till Peru och östra Brasilien, en nyligen erkänd utdöd art som tidigare förekom på Bermuda:
- Gulkronad natthäger (N. violacea)
- Bermudanatthäger (N. carcinocatactes) – utdöd